# 682

## Esdeveniments
- Roma: Lleó II és consagrat papa, més d'un any després de la seva elecció com a successor d'Agató I.
- Medina (Aràbia): Esclata una revolta contra el califa omeia Yazid I. Els caps de la insurrecció són Abd-Al·lah ibn Hàndhala pels Ansar i Abd-Al·lah ibn Mutí pels quraixites.
- Kanat dels Turcs Orientals (Àsia central): Els turcs orientals inicien una guerra d'independència contra la Xina.

## Naixements
- Damasc (Síria): Úmar II ibn Abd-al-Aziz, califa omeia. (m. 720)